# Mistr Jeana Rolina
Mistr Jeana Rolina (fr. Maître de Jean Rolin) byl anonymní francouzský iluminátor, který pracoval pro aristokratické kruhy při dvoru Karla VII. v Paříži ve druhé třetině 15. století. Je pojmenován podle iluminovaných rukopisů, které vytvořil pro kardinála a biskupa v Autun, Jeana Rolina II.

## Život a dílo

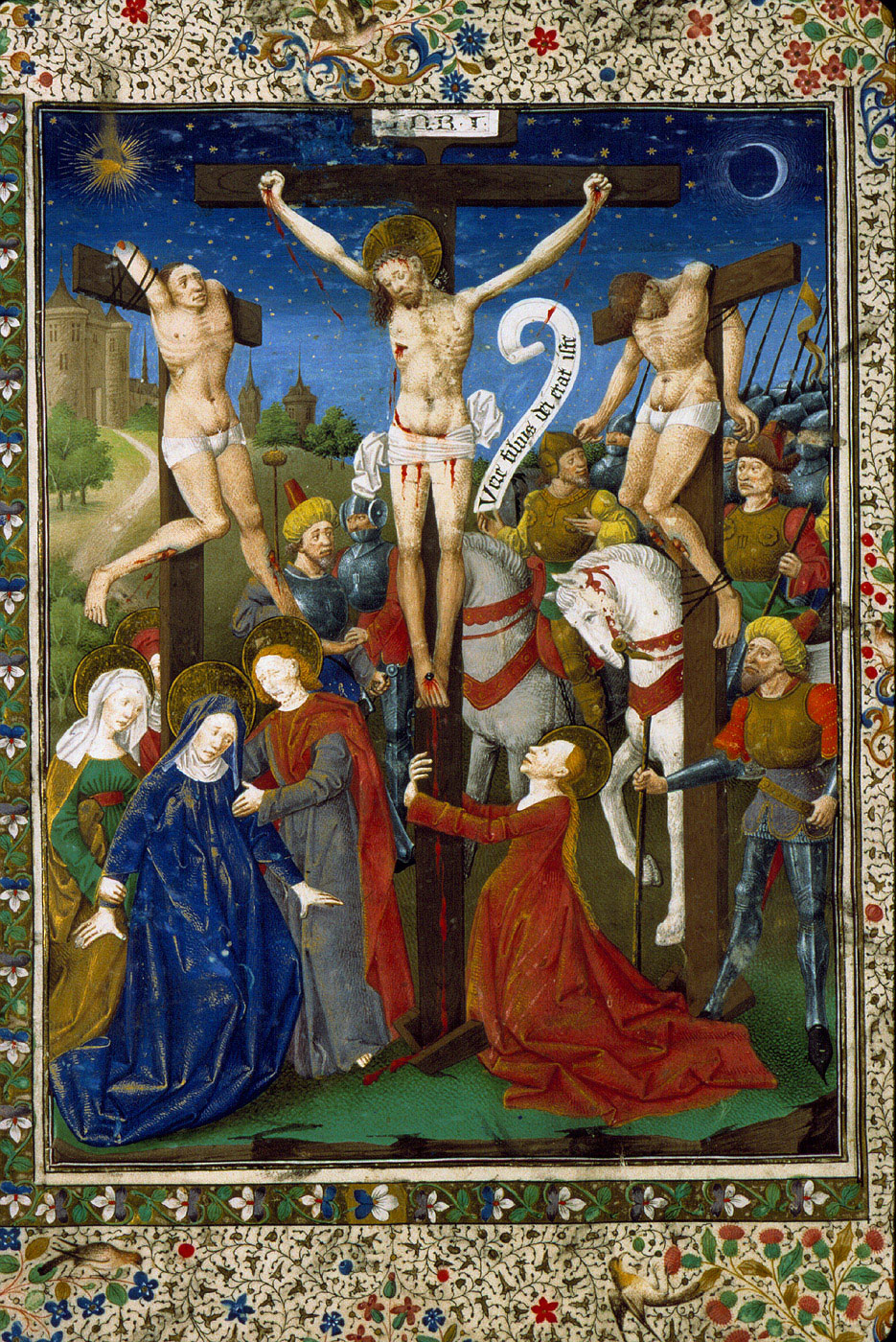
Ukřižování, Misál Jeana Rolina, BM Lyon

Malíř se vyučil ve Flandrech, Paříži nebo Burgundsku. V Paříži navázal na starší iluminátory, z nichž nejvýznamnější byli autor knih hodinek Heures de Bedford (1415–1430), nazývaný le Maître de Bedford a jeho blízký spolupracovník Maître de Dunois, autor knihy hodinek pro Jeana d'Orléans, hraběte z Dunois (Livre d'heures de Jean de Dunois). V letech 1445 – 1465 pracoval spolu s dalšími anonymními malíři v pařížské dílně, která produkovala iluminované rukopisy. Pro jeho styl je typický zájem o naturalistické detaily, který navazuje na umění Severské renesance z období kolem roku 1400. Jeho figury jsou poněkud statické a loutkovité.
Později řídil vlastní dílnu. Shodné typy obličejů i kvalitu malby převzal jeho spolupracovník a nejvýznamnější pařížský iluminátor následující generace, zvaný Mistr František, alis François Le Barbier.

### Známá díla
- kolem 1450–1455 Misál z Autun pro Jeana Rolina, Městská knihovna v Lyonu
- Misály z Autun pro Jeana Rolina, Veřejná knihovna Autun
- 1455 Kniha hodinek Simona Varye (Heures de Simon de Varye)[2], ve spolupráci s Maître de Dunois a Jeanem Fouquetem, Getty, Královská knihovna Haag
- Hodiny moudrosti (l'Horloge de sapience), Královská knihovna Brusel
- Kniha hodinek Benoita Damiana, Pierpont Morgan Library, NY[3]
- Kniha hodinek, British Library
- Kniha hodinek, Rakouská národní knihovna
- Kniha hodinek, Walters Art Museum
- 1460–1465 Kniha hodinek Adelaide Savoyské, Musée Condé, Chantilly[4]
- Kniha hodinek užívaná v Římě (1450)[5]